# Pepe Lienhard
Pepe Lienhard, właśc. Peter Rudolf Lienhard (ur. 23 marca 1946 w Lenzburgu) – szwajcarski Bandleader, założyciel i lider zespołu Pepe Lienhard Band, reprezentant Szwajcarii w 21. Konkursie Piosenki Eurowizji w 1977 roku.

## Kariera muzyczna
Lienhard zaczął grać w zespołach muzycznych już za czasów uniwersyteckich, kiedy był członkiem formacji The College Stompers. W 1969 roku przerwał studia prawnicze i założył swój własny, profesjonlany sekstet o nazwie Pepe Lienhard Band, z którym wydał pięć płyt studyjnych: Happy People (1976), Swiss Lady (1977), Pop X 6 (1977), It’s the Right Time (1978) i Hör zu Tanz-Party (1982). W 1977 roku grupa wzięła udział w krajowych eliminacjach eurowizyjnych z utworem „Swiss Lady”. W styczniu wystąpiła w finale selekcji i zajęła ostatecznie pierwsze miejsce po zdobyciu największego poparcia jurorów, dzięki czemu została wybrana na reprezentanta Szwajcarii w 22. Konkursie Piosenki Eurowizji organizowanym w Londynie. 7 maja wystąpiła w finale widowiska i zajęła w nim ostatecznie szóste miejsce z 71 punktami na koncie. W latach 80. zespół towarzyszył austriackiemu piosenkarzowi Udo Jürgensowi w trakcie jego tras koncertowych, a także zagrał na jednej scenie z takimi artystami, jak m.in. Sammy Davis Jr. czy Frank Sinatra. 
W 1974 roku Lienhard wydał swoją debiutancką solową płytę zatytułowaną Leanhard. W 1990 roku Lienhard wydał swój nowy album studyjny zatytułowany Für meine Freunde, w 1996 – płytę pt. Saxy LiebesTraum, zaś w 2005 – płytę pt. Sounds Great. Od 1995 do 2011 roku prowadził Big Band Armii Szwajcarskiej. W lipcu 2010 roku wystąpił z nim podczas Montreux Jazz Festival.
W 1980 roku Lienhard stworzył Pepe Lienhard Orchester, z którą występował na galach, bankietach oraz wydarzeniach kulturalnych. W 2006 roku skomponował motyw przewodni niemieckiej wersji programu Let’s Dance, w którym pełnił również funkcję dyrygenta orkiestry. W tym samym roku ukazała się płyta pt. Let’s Dance zawierająca kilkanaście tanecznych aranżacji wykorzystanych w programie.

## Dyskografia

### Albumy studyjne

#### Solowe
- Leanhard (1974)
- Happy People (1976)
- Swiss Lady (1977)
- Pop X 6 (1977)
- It’s the Right Time (1978)
- Hör zu Tanz-Party (1982)
- Für meine Freunde (1990)
- Saxy LiebesTraum (1996)
- The Swing Goes On (2003)
- Music Is My Life (2004)
- Sounds Great (2005)
- Let’s Dance (2006)
- Let’s Swing (2009)
- Humba tätärä (2010)